# إزرائيل بير
إزرائيل بير (بالعبرية: ישראל בר‏) هو جاسوس ومؤرخ إسرائيلي، ولد في 9 أكتوبر 1912 في فيينا في النمسا، وتوفي في 1 مايو 1966 في إسرائيل.
عند وصوله إلى فلسطين (1938)، انضم بير إلى الهاجاناه وحصل على رتبة مقدم في الجيش الإسرائيلي، وبعد تقاعده من الخدمة العسكرية (1949)، تولى رئاسة التاريخ العسكري في جامعة تل أبيب وكلفه دافيد بن غوريون لإعداد التاريخ الرسمي لحرب الاستقلال الإسرائيلية 1948-1949. اعتقل في عام 1961 بتهمة التجسس، وأدين بير وحكم عليه بالسجن لمدة 15 سنة، حيث توفي.

## وصلات خارجية
- إزرائيل بير على موقع الموسوعة البريطانية (الإنجليزية)